# Phymatolithon
Phymatolithon nom. cons., rod crvenih algi smješten nekada u vlastiti tribus Phymatolitheae, dio porodice Lithothamniaceae, sada u porodici Hapalidiaceae. Sastoji se od 22 vrste.

## Vrste
1. Phymatolithon acervatum (Foslie) W.H.Adey
2. Phymatolithon brunneum Y.M.Chamberlain
3. Phymatolithon calcareum (Pallas) W.H.Adey & D.L.McKibbin ex Woelkering & L.M.Irvine
4. Phymatolithon dosungii S.Y.Jeong, Won, & T.O.Cho
5. Phymatolithon ferox (Foslie) Maneveldt & E.Van der Merwe
6. Phymatolithon foveatum (Y.M.Chamberlain & Keats) Maneveldt & E.Van der Merwe
7. Phymatolithon inops (Foslie) W.H.Adey
8. Phymatolithon koreanum S.Y.Jeong, Won & T.O.Cho
9. Phymatolithon laevigatum (Foslie) Foslie
10. Phymatolithon lamii (Me.Lemoine) Y.M.Chamberlain
11. Phymatolithon lenormandii (Areschoug) W.H.Adey
12. Phymatolithon lusitanicum V.Peña
13. Phymatolithon margoundulatum L.-C.Liu & S.-M.Lin
14. Phymatolithon masonianum Wilks & Woelkerling
15. Phymatolithon nantuckense W.H.Adey, Hernandez-Kantun & P.W.Gabrielson
16. Phymatolithon notatum (Foslie) W.H.Adey
17. Phymatolithon purpureum (P.Crouan & H.Crouan) Woelkerling & L.M.Irvine
18. Phymatolithon repandum (Foslie) Wilks & Woelkerling
19. Phymatolithon rugulosum W.H.Adey
20. Phymatolithon squamulosum (Foslie) W.H.Adey, Hernandez-Kantun & P.W.Gabrielson
21. Phymatolithon tenue (Rosenvinge) Düwel & Wegeberg
22. Phymatolithon tenuissimum (Foslie) W.H.Adey

## Vanjske poveznice
|  | Zajednički poslužitelj ima još gradiva o temi Phymatolithon |
|  | Wikivrste imaju podatke o taksonu Phymatolithon             |